# Koekelare

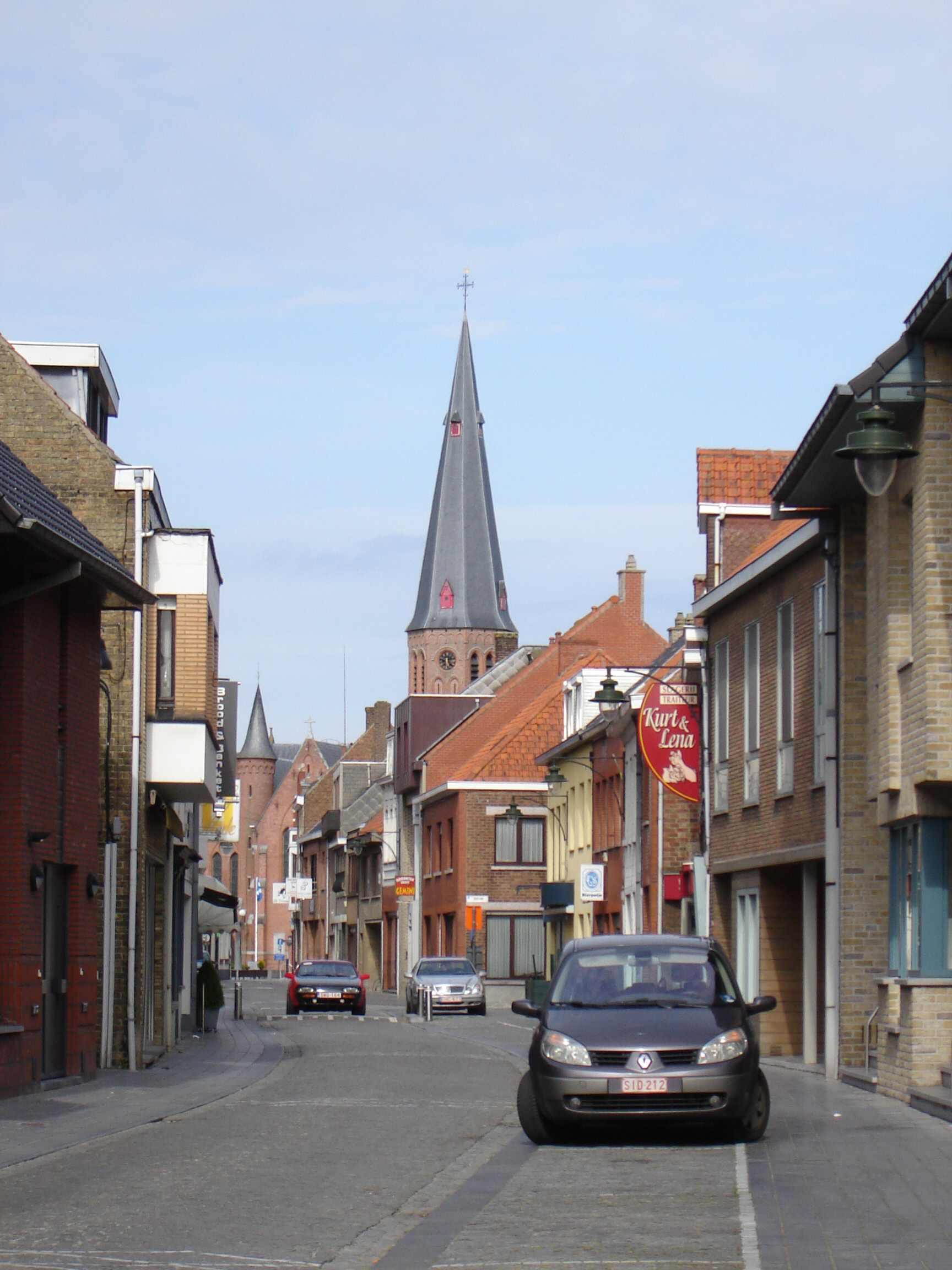
Rua de Koekelare com a igreja de Saint Martinus

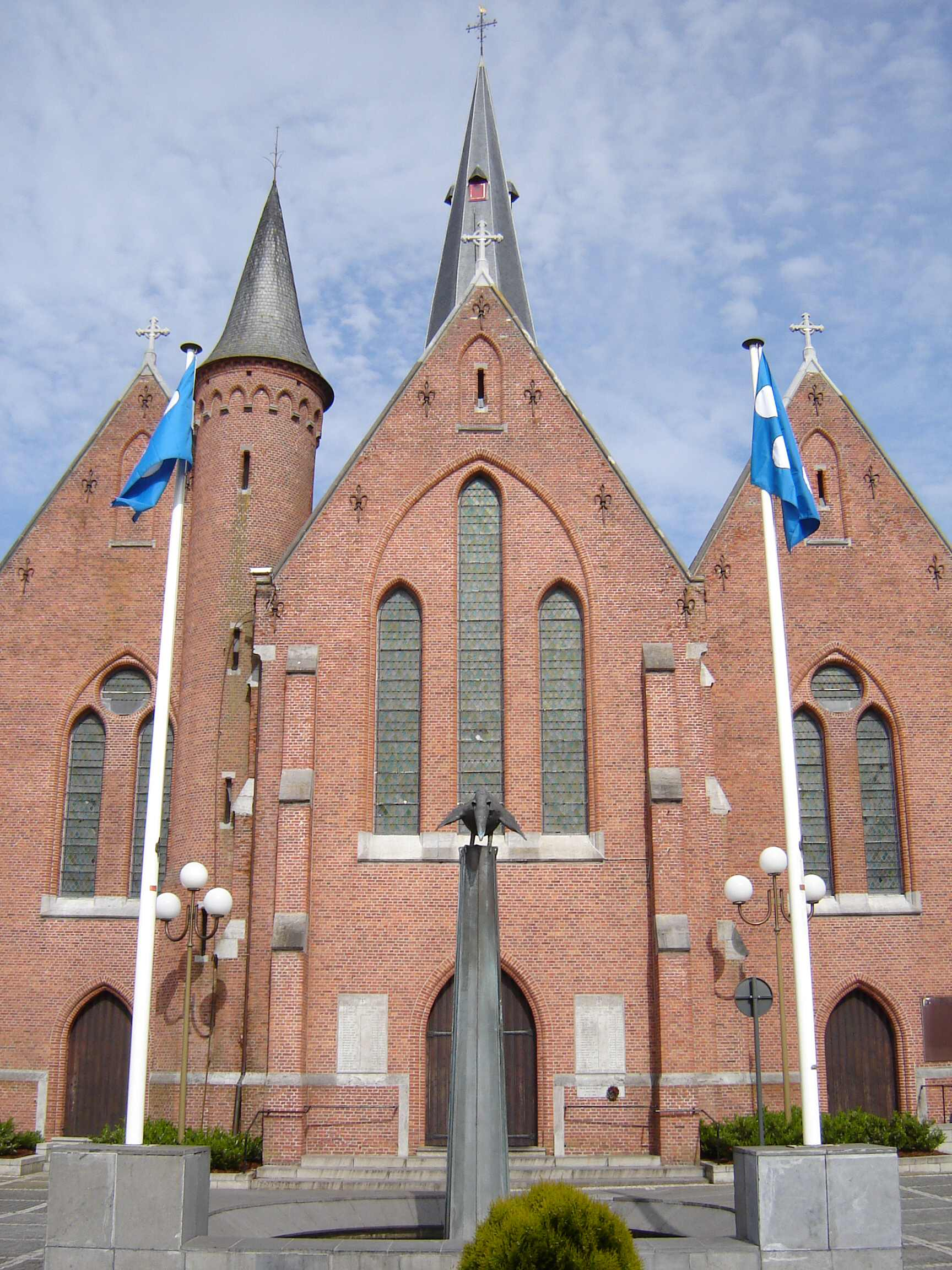
Igreja de Saint Martinus

Koekelare é um município belga da região da Flandres, província da Flandres Ocidental. O município abrange a cidade de Koekelare propriamente dita e as vilas de Bovekerke, e Zande. A cidade tinha em 1 de Janeiro de 2006 6.870 habitantes e uma área de 28,45 km².

## Vilas
O município abrange além da cidade de Koekelare as vilas de Bovekerke, Zande e De Mokker. Bovekerke e Zande foram municípios independentes até à década de 1970 . De Mokker faz parte da cidade de Koekelare.

## Vilas fronteiriças
Koekelare faz fronteira com as seguintes vilas:
- a. Handzame (mais especificamente Edewalle) (Kortemark)
- b. Werken (Kortemark)
- c. Vladslo (Diksmuide
- d. Leke (Diksmuide)
- e. Sint-Pieters-Kapelle (Middelkerke)
- f. Zevekote (Gistel)
- g. Moere (Gistel)
- h. Eernegem (Ichtegem)
- i. Ichtegem (Ichtegem)

## Divisão administrativa
O município encontra-se dividido em três deelgemeente (n):
| #      | Nome                              | Superfície | População(1999) |
| ------ | --------------------------------- | ---------- | --------------- |
| I (IV) | Koekelare - Koekelare - De Mokker | 28,45      | 6.879           |
| II     | Bovekerke                         | 5,40       | 1.000           |
| III    | Zande                             | 5,34       | 302             |

Fonte:Streekplatform Westhoek. Socio-economische beleidsvisie & hefboomprojecten voor de Westhoek

## Mapa

Koekelare,vilas e cidades vizinhas. As áreas a amarelo são urbanas.